# Edward Channing
Edward Channing (ur. 15 czerwca 1856, zm. 7 stycznia 1931) – amerykański historyk, laureat Nagrody Pulitzera.

## Życiorys
Urodził się w Dorchester w stanie Massachusetts. Jego rodzicami byli poeta William Ellery Channing (1818-1901) i Ellen Kilshaw Fuller (1820–56), siostra pisarki Margaret Fuller. Kiedy miał cztery lata zamieszkał z dziadkiem, Walterem Channingiem, dziekanem Harvard Medical School. W 1878 ukończył studia na Harvardzie. Po tym, jak uczęszczał na wykłady Henry’ego Adamsa, zdecydował się zostać historykiem. Doktorat z dziedziny filozofii uzyskał w 1880. Po rocznej podróży po Europie powrócił na swój uniwersytet jako wolny słuchacz. W 1886 ożenił się z Alice Thacher. W 1897 został pełnoprawnym profesorem. W 1899 rozpoczął pisanie wielotomowej historii Stanów Zjednoczonych. Za tom szósty, The War for Southern Independence, otrzymał w 1926 Nagrodę Pulitzera w dziedzinie historii.